# Prangins

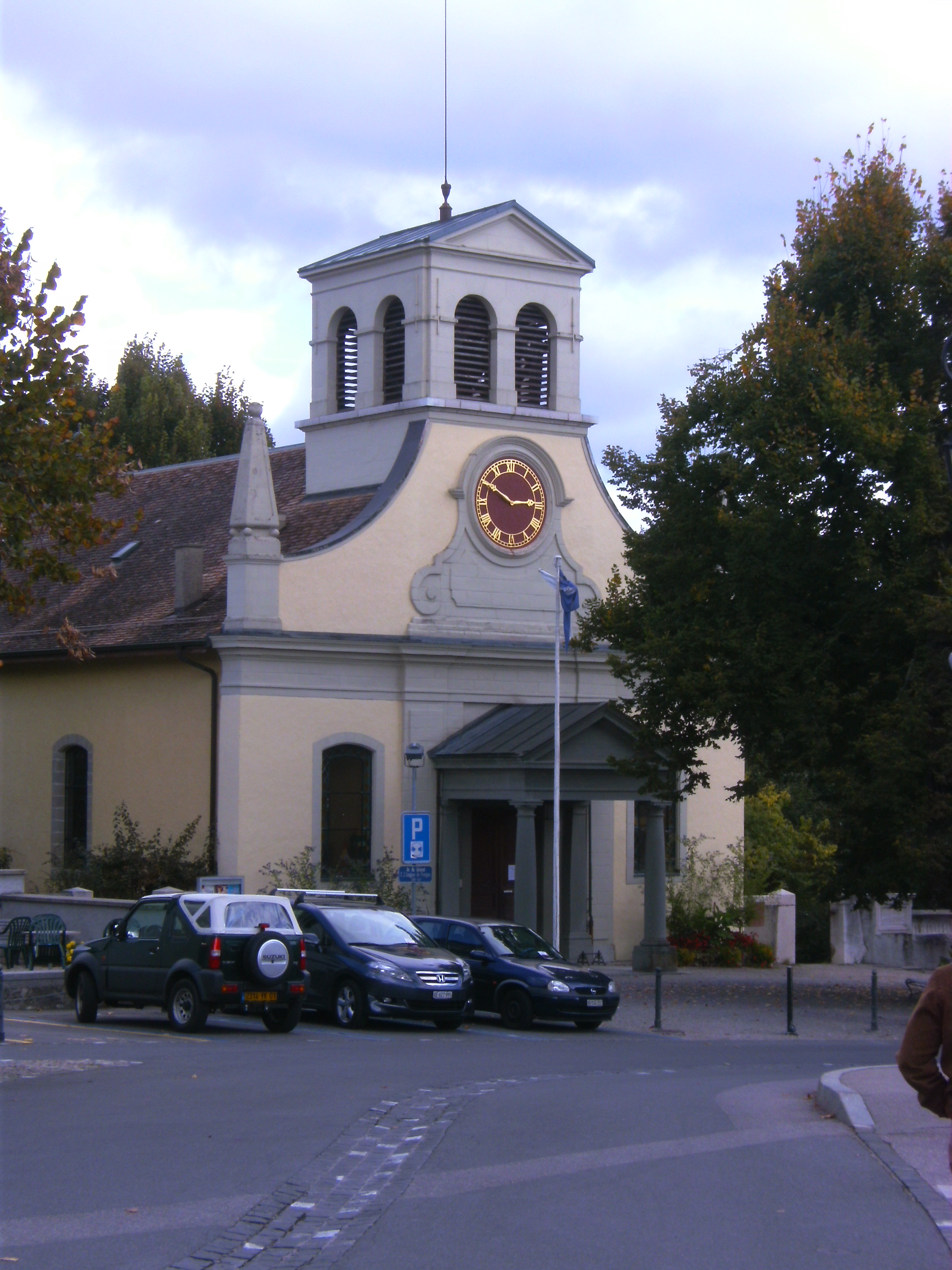
Kirche von Prangins

Prangins ist eine politische Gemeinde im Distrikt Nyon des Kantons Waadt in der Schweiz.

## Geographie
Das Dorf Prangins liegt auf 414 m ü. M., 1,5 km nordöstlich des Bezirkshauptortes Nyon (Luftlinie). Das Dorf erstreckt sich auf einer Geländeterrasse in der Ebene zwischen dem Genfersee und dem Jura, rund 40 m über dem Seespiegel.
Die Fläche des 6,1 km² grossen Gemeindegebiets umfasst einen Abschnitt am Nordwestufer des Genfersees. Der Gemeindeboden erstreckt sich vom Seeufer über den flachen Uferrandstreifen bis auf die Terrasse von Prangins. Die höchste Erhebung der Gemeinde wird mit 432 m ü. M. am Fuss des Hügels von Duillier erreicht. Die Nordostgrenze des Gebietes bildet der gewundene Lauf der Promenthouse, die mit einem grossen Schwemmkegel in den Genfersee mündet; der Hauptteil dieses Deltas gehört zu Prangins. Von der Gemeindefläche entfielen 1997 28 % auf Siedlungen, 13 % auf Wald und Gehölze, 58 % auf Landwirtschaft und etwas weniger als 1 % war unproduktives Land.
Zur Gemeinde Prangins gehören die Siedlung Bénex (424 m), ein ehemaliger Weiler am Nordostrand des Dorfes, und der Weiler Promenthoux (374 m) auf dem Schwemmkegel westlich der Mündung der Promenthouse. Nachbargemeinden von Prangins sind Nyon, Duillier, Coinsins, Vich und Gland.

## Bevölkerung
Mit 4271 Einwohnern (Stand 31. Dezember 2023) gehört Prangins zu den mittelgrossen Gemeinden des Kantons Waadt. Von den Bewohnern sind 77,9 % französischsprachig, 7,9 % deutschsprachig und 5,9 % englischsprachig (Stand 2000). Die Bevölkerungszahl von Prangins belief sich 1850 auf 440 Einwohner und 1900 auf 754 Einwohner. Nach 1960 (1123 Einwohner) setzte eine rasante Bevölkerungszunahme mit einer Verdreifachung der Einwohnerzahl innerhalb von 40 Jahren ein. Das Siedlungsgebiet von Prangins ist inzwischen mit demjenigen von Nyon lückenlos zusammengewachsen.

## Wirtschaft
Prangins war bis ins 20. Jahrhundert ein hauptsächlich durch die Landwirtschaft geprägtes Dorf. Noch heute spielt die Landwirtschaft als Erwerbsquelle eine gewisse Rolle; sie konzentriert sich dank der fruchtbaren Böden auf den Ackerbau, Weinbau wird nur auf einer sehr kleinen Fläche betrieben. Weitere Arbeitsplätze gibt es in der chemischen Industrie, im Gewerbe und im Dienstleistungssektor. In den letzten Jahrzehnten hat sich das Dorf zu einer Wohngemeinde entwickelt. Die meisten Erwerbstätigen sind Wegpendler, die vor allem in Nyon und in Genf arbeiten.

## Sendeanlage
In der Nähe von Prangins befand sich die 1929 errichtete Sendeanlage des Schweizer Zeitzeichensenders HBG, welche eine T-Antenne verwendete, die an zwei freistehenden, 125 Meter hohen und geerdeten Stahlfachwerktürmen befestigt war. Zur Sendeanlage gehörten noch einige weitere Antennen, u. a. für ein ungerichtetes Funkfeuer. Der Betrieb der Zeitzeichensenders wurde Ende 2011 eingestellt; die Sendemasten wurden am 6. September 2012 gesprengt.

## Verkehr
Die Gemeinde ist verkehrstechnisch gut erschlossen. Der Ortskern liegt zwischen der Hauptstrasse 1 von Genf entlang dem Genfersee nach Lausanne und der Strasse von Nyon zur Waadtländer Côte. Die Autobahnanschlüsse Nyon und Gland an der A1 (Genf–Lausanne) sind jeweils rund 4 km vom Ortskern entfernt. Am 14. April 1858 wurde der Abschnitt Morges–Coppet der SBB-Linie Lausanne–Genf mit einer Haltestelle in Prangins in Betrieb genommen. Heute wird der Bahnhof jedoch nicht mehr bedient. Für die Feinverteilung im öffentlichen Verkehr sorgt das Stadtbusnetz von Nyon. Nordöstlich von Prangins befindet sich der Flugplatz La Côte.

## Geschichte

Luftbild (1964)

Bereits während des Neolithikums war das Seeufer bei Prangins besiedelt. Die erste urkundliche Erwähnung des Ortes erfolgte 1140 unter dem Namen Prengiaco. Später erschienen die Bezeichnungen Preingins (1142), Prengiens (1154), Prengins (1164), Perengins und Pringins (1172) sowie Pringens (1177). Der Ortsname leitet sich vermutlich vom Personennamen Perenger ab und bedeutet bei den Leuten des Perenger.
Während des Mittelalters war Prangins vom 11. bis zum 13. Jahrhundert Sitz einer bedeutenden Herrschaft, die vom Pays de Gex bis nach Mont-sur-Rolle reichte. 1293 kam diese Herrschaft an das Haus Savoyen und wechselte fortan mehrfach den Besitzer, wobei das ursprüngliche Herrschaftsgebiet stark verkleinert wurde. Mit der Eroberung der Waadt durch Bern im Jahr 1536 kam Prangins unter die Verwaltung der Vogtei Nyon. Nach dem Zusammenbruch des Ancien Régime gehörte das Dorf von 1798 bis 1803 während der Helvetik zum Kanton Léman, der anschliessend mit der Inkraftsetzung der Mediationsverfassung im Kanton Waadt aufging. 1798 wurde es dem Bezirk Nyon zugeteilt. Der letzte Kaiser von Österreich-Ungarn, Karl I., lebte nach seiner Exilierung für einige Zeit in Prangins.

## Kultur und Sehenswürdigkeiten
Der heutige Bau der reformierten Pfarrkirche von Prangins stammt aus den Jahren 1757 bis 1761. Er besitzt einen Glockenturm von 1860. Im alten Ortskern sind einige Bauern- und Bürgerhäuser des 17. bis 19. Jahrhunderts erhalten.

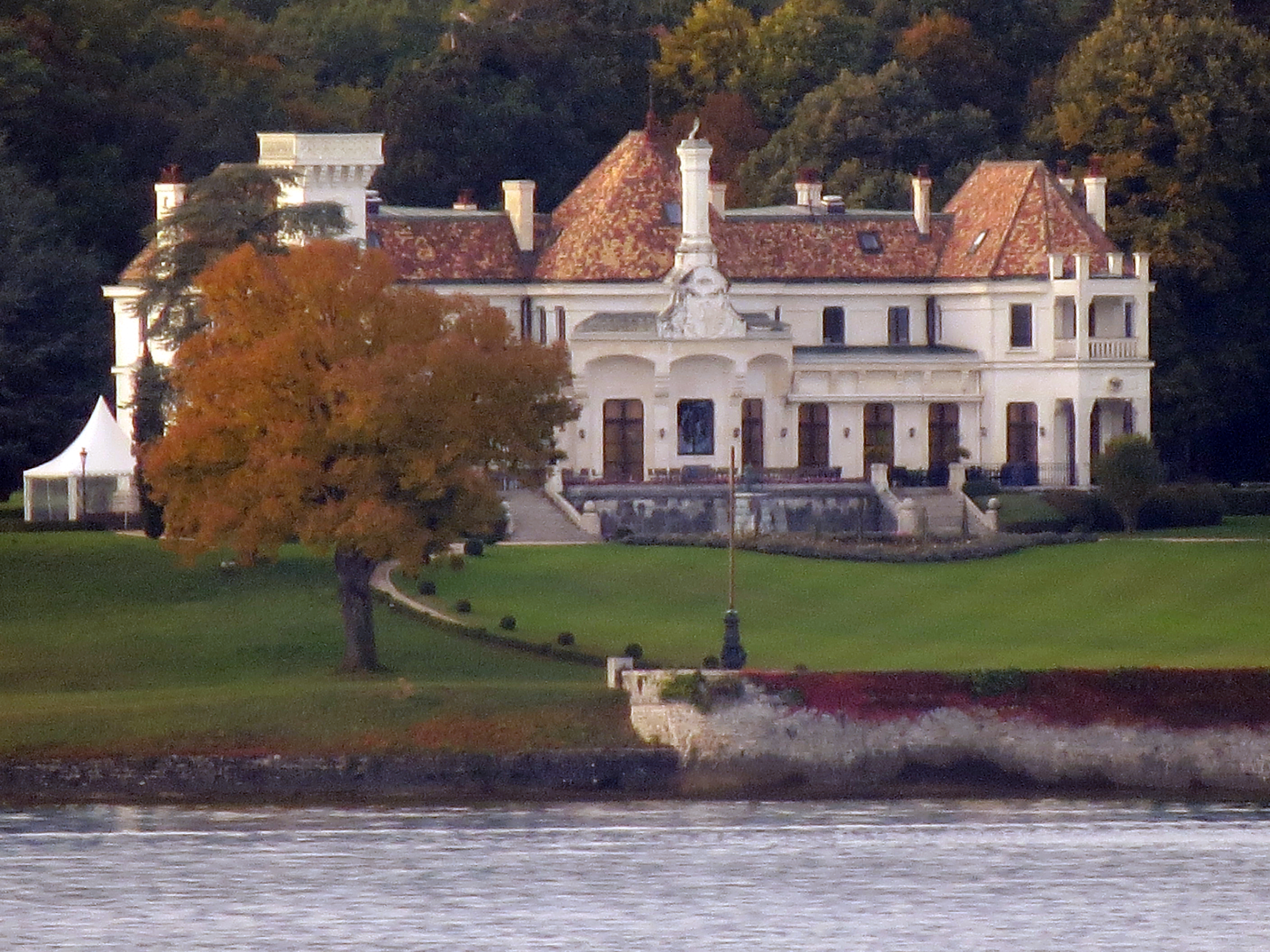
Villa de Prangins

Am Rand der Geländeterrasse östlich des Dorfkerns steht das Schloss Prangins, das 1732–1739 an der Stelle eines mittelalterlichen Herrensitzes errichtet wurde. Es besteht aus einem Mitteltrakt mit zwei Seitenflügeln, flankiert von vier Ecktürmen. Von 1814 bis 1827 gehörte es Kaiser Napoleons Bruder Joseph Bonaparte. Das Schloss Prangins ist seit 1998 (nach einer umfassenden Renovation) eine Aussenstelle des Schweizerischen Nationalmuseums. Diese zeigt als Dauerausstellung die ökonomische, soziale und kulturelle Entwicklung in der Schweiz während der Zeit zwischen 1750 und 1920.
Bei Promenthoux befinden sich die Villa de Prangins und die Villa La Bergerie de Prangins, die ab 1862 bzw. 1870 für Prinz Napoléon Joseph Charles Paul Bonaparte errichtet wurden. Die erstere hat er nach Fertigstellung verkauft, die letztere gehört der Familie Bonaparte bis heute. Um 1900 wurde ausserdem das Schloss Promenthoux für Jean-Philippe Worth, den Sohn des Begründers der Haute-Couture Charles Frederick Worth, im Stil eines Chalet erbaut.
Die Gemeinde Prangins erhielt 2021 den Wakker-Preis.

## Persönlichkeiten
- Louis Guiguer de Prangins (1675–1747), französisch-schweizerischer Bankier, Erbauer von Schloss Prangins in seiner heutigen Gestalt;
- Charles-Jules Guiguer de Prangins (1780–1840), Schweizer Politiker, General und Oberbefehlshaber der Schweizer Armee;
- Napoléon Joseph Charles Paul Bonaparte (1822–1891), französischer Prinz aus dem Hause Bonaparte, General und Politiker im Zweiten Kaiserreich;
- Jacques Feyder (1885–1948), französisch-belgischer Filmregisseur;
- Karl I. (1887–1922), letzter Kaiser von Österreich, lebte im Exil zeitweise in Prangins;
- Oscar Forel (1891–1982), Schweizer Psychiater, Chefarzt und Privatdozent.